# Al-Damun
Al-Damun (Arabiska: الدامون, Dâmûn) var en palestinsk by 11,6 km från staden Acre som avfolkades under 1948 års israelisk-arabiska krig. 1945 hade byn 1 310 invånare. De flesta av invånarna var muslimer och resten kristna. Byn låg jämte floden al-Na'amin, som användes för bevattningen av jordbruksmark och brunnarna i byn.